# Michael Kelly
Michael Kelly (Dublin, 25 de dezembro de 1762 – Londres, 9 de outubro de 1826) foi um cantor de ópera (tenor), ator, compositor e agente teatral da Irlanda.
Foi uma das principais figuras do teatro britânico no início do século XIX e um associado de Richard Sheridan. Como cantor estreou várias óperas de Mozart e Paisiello, sendo um dos primeiros tenores irlandeses a fazer uma carreira internacional e obter sucesso na Itália e Áustria. Como compositor deixou música para teatro, sendo o autor da primeira versão musical inglesa da fábula de Cinderela.